# 许协庆
许协庆（1918年—？），男，江苏南京人，中国流体力学家、水利工程专家，曾任水利水电科学研究院教授级高级工程师，中国力学学会理事。